# Baltic Air Policing
Baltic Air Policing – kryptonim operacji NATO, prowadzonej od marca 2004 roku w ramach Sił Szybkiego Reagowania NATO. Misja ta polega na patrolowaniu przestrzeni powietrznej trzech krajów nadbałtyckich: Litwy, Łotwy i Estonii.

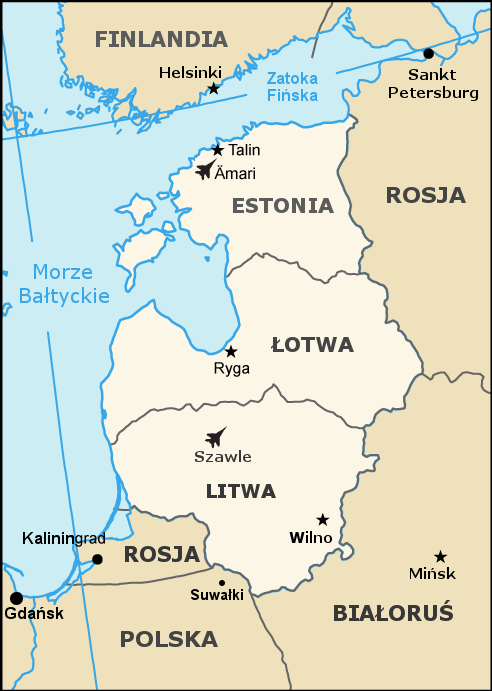
Kraje nadbałtyckie

Baretka wspólnego litewsko-łotewsko-estońskiego medalu za udział w operacji (od 2012)

## Misja
Misja odbywa się od marca 2004 roku, czyli od momentu wstąpienia krajów nadbałtyckich do NATO. Ponieważ siły powietrzne tych krajów są niewystarczające do obrony własnej przestrzeni powietrznej (a zatem przestrzeni powietrznej NATO), to zadanie powierzane jest zmieniającym się co trzy miesiące oddziałom z kolejnych krajów NATO. Stałą bazą misji jest Litewska Pierwsza Baza Lotnicza ulokowana przy międzynarodowym porcie lotniczym w Szawlach. Począwszy od tureckiej zmiany wydłużono okres trwania zmian do 4 miesięcy.
Zazwyczaj kontyngent wysyłany na tę misję liczy cztery samoloty myśliwskie i około 50–100 osób personelu naziemnego. Normalnie dwie maszyny stoją w pogotowiu startowym, pozostałe dwie służą jako zapasowe.
17 z 28 krajów sojuszu brało udział w operacji do 2015 roku. Kanada dołączyła w 2014 roku. W 2015 swoją pierwsze rotacje wystawiły Włochy i Węgry. W 2012 misję przedłużono do 2018 roku. Trzy kraje pokrywają część kosztów zaangażowanych państw kwotą około trzech milionów euro na rok, ponadto NATO za siedem milionów euro zmodernizowało lotnisko w Szawlach. Problem braku własnego lotnictwa bojowego dotyczy, oprócz trzech krajów bałtyckich, także Luksemburga (który może polegać na samolotach z Belgii), Słowenii (odpowiedzialność Włoch lub Węgier), Albanii (samoloty z Grecji lub Włoch) oraz Islandii (okresowe dyslokacje ze Stanów Zjednoczonych i państw skandynawskich w ramach Icelandic Air Policing).
W marcu 2014 USA zwiększyły swój kontyngent o sześć myśliwców F–15 i tankowiec KC-135 jako dowód swojego sojuszniczego zaangażowania w Europie podczas kryzysu krymskiego na Ukrainie. W kwietniu 2014 sojusz zgodził się rozszerzyć misję o drugą bazę zlokalizowaną na estońskim lotnisku Ämari. Od 1 maja 2014 kraje bałtyckie po raz pierwszy były zabezpieczone przez kontyngenty z trzech krajów, Polski i Wielkiej Brytanii na dotychczasowym lotnisku i Danii na lotnisku w Ämari, łącznie 12 maszyn. Dodatkowo Francja na czas polskiej misji skierowała cztery samoloty Dassault Rafale na lotnisko w Malborku, a sześć kanadyjskich CF-18 Hornet rozmieszczono w Rumunii.
We wrześniu 2014 dowództwo nad misją przejęła Portugalia i wraz z kontyngentem kanadyjskim stacjonowała w Szawalach, lotnisko w Ämari zajęły niemieckie Eurofightery, a do Malborka skierowano Holendrów. Od stycznia 2015 pierwsza włoska dyslokacja w BAT przewodzi 37. misji i wraz z polskimi MiG-29 stacjonowała na Litwie, hiszpańskie Eurofightery zastąpiły samoloty niemieckie w Estonii, a do Polski przylecieli Belgowie. W maju 2015 Włochy i Belgia wydłużył stacjonowanie swoich wojsk do sierpnia, dowództwo na Litwie objął kontyngent norweski, a do Estonii wysłano brytyjskie Eurofightery. Na początku sierpnia 2015 belgijskie F-16 opuściły Malbork, jednocześnie kończąc bezpośrednie wykorzystywanie trzeciej bazy na potrzeby ochrony państw bałtyckich. Od 1 września 2015 liczebność misji ograniczono do ośmiu samolotów z dwóch państw, do tej misji Węgry po raz pierwszy wysłały na Litwę cztery Gripeny, a cztery Eurofightery Luftwaffe ponownie rozmieszczono w Estonii.

## Dyslokacje
| Data                 | Siły powietrzne                                                                                         | Samoloty                                                                     | Źródła               |
| -------------------- | --- | ---------------------------------------------------------------------------- | -------------------- |
| 27 marca 2004        | Belgijskie Siły Powietrzne                                                                              | F-16AM Fighting Falcon                                                       | [ 12 ]               |
| 1 lipca 2004         | Królewskie Duńskie Siły Powietrzne                                                                      | F-16AM Fighting Falcon                                                       | [ 13 ]               |
| 14 października 2004 | Royal Air Force                                                                                         | Tornado F.3                                                                  |                      |
| 21 stycznia 2005     | Norweskie Siły Powietrzne                                                                               | F-16AM Fighting Falcon                                                       | [ 14 ]               |
| 31 marca 2005        | Królewskie Holenderskie Siły Powietrzne                                                                 | F-16AM Fighting Falcon                                                       |                      |
| 1 lipca 2005         | Luftwaffe                                                                                               | F-4F Phantom II                                                              | [ 15 ]               |
| 30 września 2005     | United States Air Force                                                                                 | F-16CJ Fighting Falcon                                                       | [ 16 ]               |
| 30 grudnia 2005      | Siły Powietrzne                                                                                         | MiG-29                                                                       | [ 17 ] [ 18 ]        |
| 31 marca 2006        | Tureckie Siły Powietrzne                                                                                | F-16C Fighting Falcon                                                        | [ 19 ] [ 20 ]        |
| 1 sierpnia 2006      | Hiszpańskie Siły Powietrzne                                                                             | C.14M Mirage F1M                                                             | [ 19 ] [ 21 ]        |
| 1 grudnia 2006       | Belgijskie Siły Powietrzne                                                                              | F-16AM Fighting Falcon                                                       |                      |
| 1 kwietnia 2007      | Francuskie Siły Powietrzne                                                                              | Mirage 2000C                                                                 |                      |
| 1 sierpnia 2007      | Rumuńskie Siły Powietrzne                                                                               | MiG-21MF LanceR C                                                            |                      |
| 1 listopada 2007     | Portugalskie Siły Powietrzne                                                                            | F-16AM Fighting Falcon                                                       |                      |
| 15 grudnia 2007      | Norweskie Siły Powietrzne                                                                               | F-16AM Fighting Falcon                                                       |                      |
| 15 marca 2008        | Siły Powietrzne                                                                                         | MiG-29                                                                       | [ 22 ]               |
| 30 lipca 2008        | Luftwaffe                                                                                               | F-4F Phantom II                                                              |                      |
| 30 października 2008 | United States Air Force                                                                                 | F-15C Eagle                                                                  | [ 23 ]               |
| 9 lutego 2009        | Królewskie Duńskie Siły Powietrzne                                                                      | F-16AM Fighting Falcon                                                       |                      |
| 1 maja 2009          | Czeskie Siły Powietrzne                                                                                 | JAS 39C Gripen                                                               |                      |
| 31 sierpnia 2009     | Luftwaffe                                                                                               | Eurofighter EF-2000                                                          |                      |
| 3 listopada 2009     | Luftwaffe                                                                                               | F-4F Phantom II                                                              |                      |
| 4 stycznia 2010      | Francuskie Siły Powietrzne                                                                              | Mirage 2000C                                                                 |                      |
| 30 kwietnia 2010     | Siły Powietrzne                                                                                         | MiG-29                                                                       | [ 24 ]               |
| 1 września 2010      | United States Air Force                                                                                 | F-15C Eagle                                                                  |                      |
| 5 stycznia 2011      | Luftwaffe                                                                                               | F-4F Phantom II                                                              |                      |
| 28 kwietnia 2011     | Francuskie Siły Powietrzne                                                                              | Mirage 2000C                                                                 |                      |
| 2 września 2011      | Królewskie Duńskie Siły Powietrzne                                                                      | F-16AM Fighting Falcon                                                       | [ 25 ]               |
| 4 stycznia 2012      | Luftwaffe                                                                                               | F-4F Phantom II                                                              |                      |
| 26 kwietnia 2012     | Siły Powietrzne                                                                                         | MiG-29                                                                       | [ 26 ]               |
| 31 sierpnia 2012     | Czeskie Siły Powietrzne                                                                                 | JAS 39C Gripen                                                               |                      |
| 3 stycznia 2013      | Królewskie Duńskie Siły Powietrzne                                                                      | F-16AM Fighting Falcon                                                       |                      |
| 30 kwietnia 2013     | Francuskie Siły Powietrzne                                                                              | Mirage F1CR                                                                  | [ 27 ]               |
| 31 sierpnia 2013     | Belgijskie Siły Powietrzne                                                                              | F-16AM Fighting Falcon                                                       |                      |
| 3 stycznia 2014      | United States Air Force                                                                                 | F-15C Eagle                                                                  | [ 28 ]               |
| 30 kwietnia 2014     | Siły Powietrzne Royal Air Force Królewskie Duńskie Siły Powietrzne Francuskie Siły Powietrzne           | MiG-29Typhoon FGR.4F-16AM Fighting FalconRafale/Mirage 2000C                 | [ 29 ] [ 7 ]         |
| 1 września 2014      | Portugalskie Siły Powietrzne Royal Canadian Air Force Luftwaffe Królewskie Holenderskie Siły Powietrzne | F-16AM Fighting FalconCF-188 HornetEurofighter EF-2000F-16AM Fighting Falcon | [ 30 ] [ 31 ]        |
| 1 stycznia 2015      | Włoskie Siły Powietrzne Siły Powietrzne Hiszpańskie Siły Powietrzne Belgijskie Siły Powietrzne          | F-2000A TyphoonMiG-29C.16 TyphoonF-16AM Fighting Falcon                      | [ 32 ] [ 8 ]         |
| 1 maja 2015          | Norweskie Siły Powietrzne Włoskie Siły Powietrzne Royal Air Force Belgijskie Siły Powietrzne            | F-16AM Fighting FalconF-2000A TyphoonTyphoon FGR.4F-16AM Fighting Falcon     | [ 33 ]               |
| 1 września 2015      | Węgierskie Siły Powietrzne Luftwaffe                                                                    | JAS 39C GripenEurofighter EF-2000                                            | [ 10 ]               |
| 1 stycznia 2016      | Hiszpańskie Siły Powietrzne Belgijskie Siły Powietrzne                                                  | C.16 TyphoonF-16AM Fighting Falcon                                           |                      |
| 3 kwietnia 2016      | Portugalskie Siły Powietrzne Royal Air Force                                                            | F-16AM Fighting FalconTyphoon FGR.4                                          |                      |
| 31 sierpnia 2016     | Francuskie Siły Powietrzne Luftwaffe                                                                    | Mirage 2000-5F Eurofighter EF-2000                                           | [ 34 ]               |
| 5 stycznia 2017      | Królewskie Holenderskie Siły Powietrzne Luftwaffe                                                       | F-16AM Fighting Falcon Eurofighter EF-2000                                   | [ 35 ]               |
| 2 maja 2017          | Siły Powietrzne Hiszpańskie Siły Powietrzne                                                             | F-16C JastrząbC.15 Hornet                                                    | [ 36 ]               |
| 1 września 2017      | United States Air Force Belgijskie Siły Powietrzne Siły Powietrzne                                      | F-15C EagleF-16AM Fighting FalconF-16C Jastrząb                              | [ 37 ] [ 38 ] [ 39 ] |
| 8 stycznia 2018      | Królewskie Duńskie Siły Powietrzne Włoskie Siły Powietrzne United States Air Force                      | F-16AM Fighting FalconF-2000A TyphoonF-16C Fighting Falcon                   | [ 40 ] [ 41 ]        |
| 2 maja 2018          | Portugalskie Siły Powietrzne Hiszpańskie Siły Powietrzne Francuskie Siły Powietrzne                     | F-16AM Fighting Falcon P-3 OrionC.16 TyphoonMirage 2000C                     | [ 42 ] [ 43 ]        |
| 1 września 2018      | Belgijskie Siły Powietrzne Luftwaffe                                                                    | F-16AM Fighting FalconEurofighter EF-2000                                    | [ 44 ]               |
| 2 stycznia 2019      | Siły Powietrzne Luftwaffe Portugalskie Siły Powietrzne                                                  | F-16C JastrząbEurofighter EF-2000F-16AM Fighting Falcon                      | [ 45 ] [ 46 ] [ 47 ] |
| 1 września 2019      | Czeskie Siły Powietrzne Belgijskie Siły Powietrzne Królewskie Duńskie Siły Powietrzne                   | JAS 39C Gripen F-16AM Fighting Falcon F-16AM Fighting Falcon                 | [ 48 ]               |
| 2 stycznia 2020      | Siły Powietrzne                                                                                         | F-16C Jastrząb                                                               | [ 49 ]               |
| 30 kwietnia 2020     | Francuskie Siły Powietrzne                                                                              | Mirage 2000-5F                                                               | [ 50 ]               |
| 1 maja 2020          | Royal Air Force Hiszpańskie Siły Powietrzne                                                             | Eurofighter Typhoon FGR-4 EF-18 Hornet                                       | [ 51 ]               |

## Galeria
|  |  |  |  |
|  |  |  |  |